# Anisoplia angorensis
Anisoplia angorensis är en skalbaggsart som beskrevs av Rudolph Petrovitz 1971. Anisoplia angorensis ingår i släktet Anisoplia och familjen Rutelidae. Inga underarter finns listade i Catalogue of Life.